# Roberto Occhiuto
Roberto Occhiuto (ur. 13 maja 1969 w Cosenzy) – włoski polityk, od 2021 roku prezydent regionu Kalabria.
Członek Izby Deputowanych XVI, XVII i XVIII kadencji.

## Życiorys
Jest bratem Mario Occhiuto'ego, który również został politykiem (w latach 2011–2021 burmistrz miasta Cosenza). Ukończył ekonomię i nauki społeczne na uniwersytecie w Kalabrii. Pracował jako jako przedsiębiorca w sektorze winiarskim oraz jako dziennikarz, był dyrektorem generalnym kalabryjskiej grupy telewizyjnej Media TV.

### Działalność polityczna
W 1993 roku, kandydując z list Chrześcijańskiej Demokracji, został wybrany radnym gminy Cosenza. W 1997 uzyskał reelekcję jako miejski radny. W 2000 roku kandydował z list Forza Italia do rady regionu Kalabrii, uzyskał mandat otrzymując ponad 9000 głosów. W 2002 roku został zgłoszony do sądu arbitrażowego partii, po czym dołączył do Centrum Chrześcijańsko-Demokratycznego (przekształconego w tym samym roku w Unię Centrum). W 2005 roku uzyskał reelekcję jako radny regionalny, po wyborach został wybrany wiceprzewodniczącym rady regionu.
W wyborach parlamentarnych w 2008 roku został wybrany deputowanym do Izby Deputowanych. Został wiceprzewodniczącym Komisji ds. Budżetu. W wyborach parlamentarnych w 2013 roku bezskutecznie ubiegał się o reelekcję. W grudniu tego samego roku dołączył do reaktywowanej przez Silvio Berlusconiego Forza Italia. W maju 2014 roku objął mandat deputowanego, w miejsce wybranego do Parlamentu Europejskiego Lorenzo Cesy. W wyborach parlamentarnych w 2018 roku uzyskał reelekcję, został wybrany wiceprzewodniczącym klubu parlamentarnego Forza Italia.
W 2021 roku, po śmierci Jole Santelli, został ogłoszony kandydatem centroprawicy w przyspieszonych wyborach na prezydenta regionu. W październiku tego samego roku wygrał wybory uzyskując 54,46% głosów.
W styczniu 2025 roku został członkiem Europejskiego Komitetu Regionów, w którym dołączył do grupy Europejskiej Partii Ludowej. Został członkiem Komisji ds. Polityki Spójności Terytorialnej i Budżetu UE (COTER) i Komisji ds. Obywatelstwa, Zarządzania, Spraw Instytucjonalnych i Zewnętrznych (CIVEX). 1 sierpnia tego samego roku ogłosił rezygnację z funkcji prezydenta regionu, jednocześnie zapowiadając przyspieszone wybory i swój ponowny start na szefa regionu.